# Naruto Shippūden: Ultimate Ninja Storm Revolution
Naruto Shippūden: Ultimate Ninja Storm Revolution (NARUTO - ナルト - 疾風伝ナルティメットストーム REVOLUTION) est un jeu de combat adapté du manga Naruto développé par CyberConnect2 et édité par Namco Bandai sur PlayStation 3, Xbox 360 et PC. Le jeu est sorti en septembre 2014 au Japon, en Europe et en Amérique du Nord. Il s'agit du cinquième opus de la série Ultimate Ninja Storm.

## Système de jeu
Le jeu reprend le système de combat des jeux précédents avec certains des personnages jouables dont deux nouveaux dessinés par Masashi Kishimoto. Certains personnages disposent de nouvelles techniques secrètes, utilisées soit uniquement ou soit en équipe.
Un nouveau mode intitulé Tournoi Mondial Ninja  fait son apparition. Dans celui-ci, le joueur affronte trois personnages non joueurs dans une bataille où il devra collecter le plus d'orbes possibles,.
En plus de suivre les péripéties du manga, le jeu dispose d'une rubrique intitulée 
Escapade des ninjas qui compose un chapitre basé sur Shisui et Itachi, les deux confrères Uchiwa, ainsi que plus de 50 minutes d'animé basé sur Pain et Konan, Hashirama et Madara, créé pour être officiel et canon à l'œuvre principale avec la participation du Studio Pierrot et de Masashi Kishimoto.

### Personnages jouables
- Naruto Uzumaki (1re Saison, Rasengan à neuf queues, Orbe Shuriken, Ermite des crapauds, Mega-déchainement d'Orbes, Orbe des démons à queues, Lien avec Kurama)
- Mecha-Naruto
- Sasuke Uchiwa (1re Saison, Examen Chunin, Hebi, Taka, Conseil des Cinq Kage, Mangekyô Sharingan Eternel)
- Sakura Haruno (1re Saison, Shippuden, Tenue de Guerre)
- Kakashi Hatake (Jeune, Double Éclair Poufendeur, Kamui, Éclair Pourfendeur : Vitesse)
- Yamato (Tenue de guerre, ANBU)
- Jiraya (Sannin, Seconde Guerre Ninja)
- Saï (Shippuden, Tenue de Guerre)
- Hinata Hyûga (1re Saison, Shippuden, Tenue de Guerre)
- Gaï Maito (Paon matinal, Tigre diurne)
- Danzô Shimura
- Asuma Sarutobi (Vivant, Reincarné)
- Tsunade (Sannin, Seconde Guerre Ninja)
- Gaara (1re Saison, Recup' Sasuke, Kazekage (Shukaku), Conseil des Cinq Kage, Tenue de Guerre)
- Kankurô (1re Saison, Recup' Sasuke, Conseil des Cinq Kage, Tenue de Guerre)
- Temari (1re Saison, Recup' Sasuke, Conseil des Cinq Kage, Tenue de Guerre)
- Ônoki
- Mei Terumi
- Itachi Uchiwa (ANBU, Totsukatsu, Arcanes Lunaires, Réincarné)
- Tobi (Akatsuki, Homme Masqué, Rinnegan)
- Madara Uchiwa (Vivant, Réincarné, Parfait Susanô)
- Deuxième Tsuchikage (Réincarné)
- Deuxième Mizukage (Réincarné)
- Troisième Raikage (Réincarné)
- Quatrième Kazekage (Réincarné)
- Yugito Nii (Vivante, Réincarnée)
- Yagura (Vivant, Réincarné)
- Roshi (Vivant, Réincarné)
- Han (Vivant, Réincarné)
- Utakata (Vivant, Réincarné)
- Fû (Vivante, Réincarnée)
- Pain
- Konan
- Kakuzu (Avant de rejoindre l'Akatsuki, Akatsuki)
- Hidan (Avant de rejoindre l'Akatsuki, Akatsuki)
- Deidara (Avant de rejoindre l'Akatsuki, Akatsuki, Réincarné)
- Sasori (Avant de rejoindre l'Akatsuki, Akatsuki)
- Orochimaru (Sannin, Seconde Guerre Ninja, Akatsuki)
- Shisui Uchiwa
- Kushina Uzumaki
- Minato Namikaze (Jonin, Hokage, Réincarné)
- Konohamaru Sarutobi (Genin)
- Iruka Umino (Tenue de Guerre)
- Hashirama Senju (Vivant, Mode Ermite, Réincarné)
- Tobirama Senju (Vivant, Réincarné)
- Killer Bee (Hachibi, Peau de Requin)
- Hiruzen Sarutobi (Vivant, Réincarné)
- Nagato
- Kabuto Yakushi (1re Saison, Cape de Serpent, Mode Ermite)
- Tenten (1re Saison, Shippuden, Tenue de Guerre)
- Chôji Akimichi (1re Saison, Shippuden, Tenue de Guerre)
- Ino Yamanaka (1re Saison, Shippuden, Tenue de Guerre)
- Shikamaru Nara (1re Saison, Jonin, Shippuden, Tenue de Guerre)
- Shino Aburame (1re Saison, Shippuden, Tenue de Guerre)
- Kiba Inuzuka (1re Saison, Shippuden, Tenue de Guerre)
- Rock Lee (1re Saison, Shippuden, Tenue de Guerre)
- Neji Hyûga (1re Saison, Shippuden, Tenue de Guerre)
- Suigetsu Hozuki
- Jûgo
- Karin
- Zabuza Momochi (Vivant, Réincarné)
- Kisame Hoshigaki
- Haku (Sans Masque, Masqué, Réincarné)
- Darui
- Chiyo
- Hanzô (Reincarné)
- Mifune
- Obito Uchiwa (Jeune, Adulte)

### Personnages soutiens
- Ao
- Akatsuchi
- Anko Mitarashi
- C
- Chojûro
- Fû
- Jirôbô
- Kidomaru
- Kurenai Yûhi
- Kurotsuchi
- Sakon & Ukon
- Tayuya
- Torune

## Développement
Le développement du jeu a été dévoilé en novembre 2013. Une première démo jouable a été présentée le 21 décembre 2013 lors du festival Jump Festa.
Le jeu est commercialisé le 11 septembre 2014 au Japon, et le 12 septembre 2014 en Europe et le 16 septembre 2014 en Amérique du Nord.